# Eviota nigramembrana
Eviota nigramembrana, tên thông thường là blackbar dwarfgoby, là một loài cá biển thuộc chi Eviota trong họ Cá bống trắng. Loài này được mô tả lần đầu tiên vào năm 2013.

## Từ nguyên
Từ nigramembrana trong danh pháp của E. nigramembrana được ghép từ 2 âm tiết trong tiếng Latinh: nigra ("màu đen") và membrana ("lớp màng"), ám chỉ đốm đen trên màng của mang.

## Phạm vi phân bố và môi trường sống
E. nigramembrana được tìm thấy ở vùng biển ngoài khơi một số hòn đảo thuộc quần đảo Ryukyu, Nhật Bản và Philippines. Loài cá này được thu thập ở độ sâu 21 m trở lại.

## Mô tả
Chiều dài cơ thể tối đa được ghi nhận ở E. nigramembrana là 1,8 cm. Cơ thể trong mờ, có nhiều vệt đốm màu đỏ cam. Đầu và thân dưới ánh màu xanh da trời, còn thân trên và gáy có màu kem. Trên vùng chẩm có một đốm đen, và một đốm lớn hơn nằm ở cuống đuôi. Vây ngực và vây bụng màu xanh da trời. Vây hậu môn có nhiều chấm đen li ti. Vây đuôi có dải lưỡi liềm màu đỏ cam ở gốc, theo sau là một dải màu xanh trời, cũng có nhiều chấm đen. Vây lưng có các đốm màu đỏ cam dọc theo gốc vây.
Số gai ở vây lưng: 7; Số tia vây ở vây lưng: 8 - 9; Số gai ở vây hậu môn: 1; Số tia vây ở vây hậu môn: 8.